# Заслуженный деятель искусств РСФСР
Заслуженный деятель искусств РСФСР — государственная награда РСФСР. Звание присваивалось Президиумом Верховного Совета РСФСР и являлось одной из форм признания государством и обществом заслуг отличившихся граждан.
Звание «Заслуженный деятель искусств РСФСР» присваивалось известным артистам, композиторам, певцам, писателям, режиссёрам, художникам и другим деятелям искусств за особые личные заслуги.
Следующей степенью признания было присвоение звания «Народный артист РСФСР», затем «Народный артист СССР».
Установлено 10 августа 1931.
С 16 мая 1992 года во всех документах именуется как Заслуженный деятель искусств Российской Федерации, но нагрудный знак вручался с небольшими изменениями до 1996.
К знаку прилагается Грамота Президиума Верховного Совета РСФСР.